# Arctostaphylos cinerea
Arctostaphylos cinerea là một loài thực vật có hoa trong họ Thạch nam. Loài này được Howell mô tả khoa học đầu tiên năm 1901.